# Rimba Alai
Rimba Alai is een bestuurslaag in het regentschap Banyuasin van de provincie Zuid-Sumatra, Indonesië. Rimba Alai telt 989 inwoners (volkstelling 2010).